# Basia Raduszkiewicz
Basia Raduszkiewicz – pieśniarka, wykonawczyni z kręgu piosenki poetyckiej.

## Życiorys
Absolwentka Państwowej Szkoły Muzycznej w Olsztynie, klasa rytmiki (1993).
W roku 1997 otrzymała tytuł magistra Wyższej Szkoły Pedagogicznej na Wydziale Wychowania Artystycznego.
Od 1999 roku współtworzyła i uczestniczyła w cyklicznych koncertach grupy literacko-muzycznej Scena Babel.
W roku 2002 nagrała pierwszą płytę solową "Dzika róża" w Studio im. Agnieszki Osieckiej. Płyta stanowiła powtórzenie recitalu pod tym samym tytułem, który odbył się jesienią 2001 roku w Teatrze im. S.Jaracza w Olsztynie. Solistce towarzyszyli tacy muzycy jak Krzysztof Herdzin, Macin Murawski, Cezary Konrad i in.
W latach 2001–2003 była współtwórczynią i solistką multimedialnego spektaklu "Chwile poruszone" z muzyką Jarka Kordaczuka, choreografią Bohdana Głuszczaka i towarzyszeniem Pantomimy Olsztyńskiej.
Od 2002 roku występuje we wszystkich przedstawieniach spektaklu Śpieszmy się kochać ludzi do słów księdza Jana Twardowskiego z muzyką Hadriana Filipa Tabęckiego.
Od roku 2003 nagrała szereg utworów dla dzieci współpracując z Jarkiem Kordaczukiem i Centrum Sztuki Dziecka w Poznaniu.
W 2005 roku wydała kolejną płytę solową – "Safona" do poezji lirycznej Safony we współczesnym opracowaniu muzycznym Jarka Kordaczuka i akompaniamencie zespołu Krzysztofa Herdzina.
W roku 2008 wraz z Wolfgangiem Niklausem (twórcą Scholi Teatru Węgajty) wzięła udział w wykonaniu premierowym oratorium Jarka Kordaczuka "Dzieci aniołów" inaugurującym VIII Festiwal Muzyki Pasyjnej i Paschalnej w Poznaniu.

## Nagrody
- I nagroda XVII Ogólnopolskich Spotkań Zamkowych "Śpiewajmy Poezję" w Olsztynie[3];
- I nagroda Festiwalu Sztuki Estradowej w Warszawie dla twórcy najciekawszego zjawiska scenicznego sezonu[4];
- I nagroda Ogólnopolskich Spotkań Śpiewających Poezję "Recital" w Siedlcach;
- I nagroda Studenckiego Festiwalu Piosenki "Łykend" we Wrocławiu;
- III nagroda XXVII Studenckiego Festiwalu Piosenki w Krakowie[5];
- Nagroda Prezydenta Miasta Olsztyn za projekt multimedialny "Chwile poruszone";
- Nagroda Marszałka Województwa Warmińsko-Mazurskiego za całokształt pracy artystycznej.

## Nagrania
Utwory w wykonaniu Basi Raduszkiewicz można znaleźć w wielu kompilacjach wydanych m.in. przez Pomaton EMI, w szczególności na płytach z serii "Kraina łagodności".

## Wydane płyty solowe
- Dzika róża, zespół instrumentalny pod kier. Krzysztofa Herdzina, ZASP (2002)
- Chwile poruszone, muzyka Jarek Kordaczuk, wydawca Intrada, dystrybucja Sonic (2003)
- Safona, muzyka Jarek Kordaczuk, FOYER 6dB (2006)
- Ptaki powrotne, 17 utworów do słów Krzysztofa Kamila Baczyńskiego, muzyka Janusz Lipiński, aranżacja Jarek Kordaczuk, Monoplan (2009)